# 美国诉温莎案
美国诉温莎案（United States v. Windsor）， 570 U.S. 12 (2013)，是美国最高法院有关美国同性婚姻的重要案件，该案是对美国纽约南区地方法院一审，美国联邦第二巡回上诉法院二审维持原判的艾迪絲·溫莎诉美利坚合众国案进行审查，在该案中，两审法院均认定《捍卫婚姻法案》第3章中将“婚姻”定义为“一名男性和一名女性之间成为夫妻的法律结合”，将“配偶”定义为“异性的夫或妻”的规定违宪。美国最高法院于2012年12月接受了上诉，并于2013年3月27日听取了口头辩论。2013年6月26日，联邦最高法院裁定温莎胜诉，认定《捍卫婚姻法案》第3章违宪。各州的最高法院此後開始以此為基礎通過公民團體製造的案件，裁定該州禁止同性婚姻的法律違憲。這裁決亦為為奧貝格費爾訴霍奇斯案（英語：Obergefell v. Hodges，2015年）使美國同性婚姻全國合法化打下基礎。

## 背景
2007年，纽约州居民伊迪丝·温莎和西娅·斯派尔在40年相伴后，在加拿大安大略省多伦多结婚。双方都是女性。加拿大首位公开承认同性恋取向的法官哈维·布朗斯通主持了婚礼。2009年，斯派尔过世，此时纽约州也已承认在其他司法管辖区中结成的同性婚姻。在斯派尔死后，继承其妻房产的温莎被要求支付超过363,000美元的联邦遗产税。而同样情况下如果是一对异性恋夫妻，则可以获得无最高限额的配偶税收减免，而不必支付任何联邦遗产税。而由于不享受配偶税收减免的优待，温莎从斯派尔那里继承来的财产只有350万美元的免税额，超过部分则要支付联邦遗产税。
温莎咨询了宝维斯国际律师事务所（Paul, Weiss, Rifkind, Wharton & Garrison LLP）合伙人罗伯塔·卡普兰（Roberta Kaplan）的意见，后者之前曾在2006年代理过一个上诉至联邦上诉法庭、有关纽约州同性伴侣无法成婚的案件。在美国公民自由联盟的合作下，凯普兰同意接受此案。

### 地方法院
宝维斯国际律师事务所同美国公民自由联盟代表作为斯派尔遗产执行人的温莎，向纽约南区地方法院提起诉讼。
2011年2月23日，司法部长埃里克·霍尔德就温莎案、佩德森诉人事管理委员会案挑战《捍卫婚姻法案》第3章一事发表声明。声明中表示：奥巴马政府认为根据性取向对人进行区分的做法应该适用较严格审查标准（heightened scrutiny），因此无法继续为《捍卫婚姻法案》第3章的合宪性辩护。在国会废止该法案或者被法院宣布为违宪前，行政部门会继续执行该法案。4月18日，保罗·克莱门特代表美国众议院两党法律顾问小组（BLAG）提交动议，要求允许他们干预此案件，“仅旨在为《捍卫婚姻法案》第3章的合宪性进行辩护”。美国司法部的律师并未反对该动议。
温莎的律师团提交动议，要求在6月24日进行简易判决。7月16日，纽约州州检察长埃里克·施奈德曼提交了一份辩护状，支持温莎的诉请，认为《捍卫婚姻法案》第3章无法通过严格审查标准，构成了“国家权力对于婚姻定义的粗暴干涉”。8月1日，两党法律顾问小组提交的辩护状则反对温莎有关简易判决的动议，认为对于性取向不应适用较严格的审查标准。
2012年6月6日，法官芭芭拉·S·琼斯做出判决，根据合理审查标准（rational basis review），《捍卫婚姻法案》第3章违背了第五修正案平等保护的承诺，侵犯了原告方的权利，认定违宪，裁定温莎获得退税补偿。

### 上诉法院
尽管赞同该判决，但为配合两党法律顾问小组要为该法案辩护的要求，美国司法部仍于2012年6月14日遞交上诉状。7月19日，两党法律顾问小组提交动议，认为由于其在地方法院中对此案的立场，要求将司法部排除在第二巡回法院上诉案之外。温莎的律师团则于2012年7月16日向最高法院提交決前受理的請願書，希望最高法院考虑到原告方年事已高、身体状况不佳，不必等待第二巡回法院的审查就直接由最高法院判决。尽管如此，第二巡回法院仍然在8月3日宣布将于9月27日开始口头辩论。
9月27日，审判长丹尼斯·贾可布和法官切斯特·J·斯特劳勃以及克里斯托弗·F·卓尼听取了该案的辩论。10月18日，第二巡回上诉法院维持了地方法院有关《捍卫婚姻法案》第3章违宪的判决。法官的多数意见中写道：很容易看出，对同性恋的歧视由来已久。因此他们属于“准可疑分类”，对于任何试图限制其权利的法律都应适用较严格的审查标准。審判長賈可布寫到，因为《捍卫婚姻法案》无法通过审查，因此它违反宪法第五修正案有关平等保护的规定，裁定违宪。

### 最高法院
2012年9月11日，在温莎一方提交決前受理请愿后、上诉法院判决前，美国司法部也向最高法院提交了決前受理请愿。在10月18日上诉法院判决后，各方又提交了补充辩护状。
12月7日，最高法院受理了该案（此时已是美国诉温莎案），接受了司法部的请愿。除了司法部提出的有关《捍卫婚姻法案》第3章是否违反宪法第五修正案中所承诺的对于同性伴侣的同等保护这一问题外，法院还要求各方针对另外两个问题展开辩论：政府一方对于第二巡回法院决定的支持是否让最高法院对该案无管辖权，以及两党法律顾问小组根据美国宪法第三条的规定，两党法律顾问小组在该案中是否有参加权。
12月28日，两党法律顾问小组提交了自己的上诉请愿，让最高法院在认定司法部对于第二巡回法院判决的赞同使得该院无管辖权后，仍可对《捍卫婚姻法案》第3章的合宪性进行审查。最高法院于2013年3月27日听取了口头辩论。

## 判决

### 多数意见
2013年6月26日，美国最高法院以5-4的结果认定《捍卫婚姻法案》第3章违宪，“是对于第五修正案中保护个人平等自由的背离”。大法官安东尼·肯尼迪起草了多数意见，联名的有大法官金斯伯格、布雷耶、索托马约尔以及卡根。最高法院这样写道：  
……

### 反对意见
首席大法官约翰·格洛佛·罗伯茨和大法官安东宁·斯卡利亚、塞缪尔·阿利托起草了反对意见，大法官克拉伦斯·托马斯联名。
在大法官斯卡利亚的反对意见中，他表示多数意见的法官将同性婚姻的反对者称为“hostes humani generis”，即人类的公敌。斯卡利亚认为最高法院这样的判决还会影响到各州对于同性婚姻的禁令，他写道：